# Dresden Mord
Dresden Mord ist eine Fernseh-Kriminalreihe des ZDF. Kriminalhauptkommissarin Bärbel Wallenstein (Anja Kling) bekommt unvermittelt Zuwachs in ihrem Team durch ihre Tochter Kim (Lisa Tomaschewsky), mit der sie seit nahezu zehn Jahren keinen Kontakt mehr hatte. Zwischen beiden steht noch eine alte Rechnung offen.
Die erste Folge trug den Serientitel Die Wallensteins, in Folge 2 lief die Reihe unter dem Titel Dresden Mord. Danach wurde die Reihe nicht fortgesetzt.

## Inhalt
Bärbel Wallenstein ist eine gestandene Kriminalhauptkommissarin in Dresden. Bei ihrem Chef Albert bewirbt sich mit einer anonymisierten Bewerbung ihre Tochter Kim, die nach einer gescheiterten Ehe nicht mehr denselben Nachnamen wie ihre Mutter trägt. Albert teilt Kim Wallensteins Team zu, nicht ahnend, dass es sich um Mutter und Tochter handelt und die beiden Frauen sich seit zehn Jahren nicht mehr gesehen haben und ihre Trennung auch keineswegs harmonisch verlief.
Die Spannung der Handlung ergibt sich somit neben der Aufklärung der Kriminalfälle auch aus der Entwicklung der Mutter-Tochter-Beziehung und der Aufarbeitung der Vergangenheit.

## Besetzung
| Darsteller        | Figur                       | Beschreibung                                        |
| ----------------- | --------------------------- | --------------------------------------------------- |
| Anja Kling        | Bärbel Wallenstein          | Kriminalhauptkommissarin                            |
| Lisa Tomaschewsky | Kim Tilly, geb. Wallenstein | Kriminalkommissarin, Tochter von Bärbel Wallenstein |
| Tobias Oertel     | Fabian Wiedlitz             | Spurenermittler                                     |
| Steffen Münster   | Uwe Albert                  | Kriminalrat                                         |
| Thomas Bading     | Boris                       | Staatsanwalt                                        |
| Christian Erdmann | Raiko                       | Rechtsmediziner                                     |

## Episodenliste
| Nr. | Originaltitel                       | Erstausstrahlung D | Regie         | Drehbuch                           | Gastdarsteller |
| --- | ----------------------------------- | ------------------ | ------------- | ---------------------------------- | --- |
| 1   | Die Wallensteins – Dresdner Dämonen | 18. Apr. 2015      | Carlo Rola    | Christoph Silber, Thorsten Wettcke | Benjamin Sadler, Andreas Schmidt, Inka Friedrich, Sarah Horváth, Esther Esche, Judith Seither, Robert Besta, Gerdy Zint, Max Hopp                                                        |
| 2   | Dresden Mord – Nachtgestalten       | 4. Juni 2016       | Hannu Salonen | Mathias Klaschka                   | Adrian Topol, Nicole Marischka, Andreas Pietschmann, Robert Alexander Baer, Ernst Stötzner, Stephanie Amarell, Rick Okon, Elina Vildanova, Jörg Westphal, Oliver Erhardt, Johanna Penski |